# Douwe Annes Tamminga
Douwe Annes Tamminga (født 22. november 1909 i Winsum, død 5. april 2002 i Leeuwarden) var en frisisk digter, prosaskribent og oversætter.

## Liv og gerning
Mellem 1946 og 1968 arbejdede han på det litterære magasin De Tsjerne.
Tamminga var i lang tid tilknyttet Fryske Akademi, hvor han arbejdede med den frisiske ordbog.
Han har oversat værker af Hans Christian Andersen, Edgar Allan Poe og Dylan Thomas til frisisk.
Han har skrevet mange digte, hvoraf Yn memoriam (I memoriam), dedikeret til hans afdøde søn, er bedst kendt. Denne samling blev oversat til hollandsk af Theun de Vries i 1975. Med Ype Poortinga havde han i 1966 det sproglige overopsyn med den nye frisiske oversættelse af Bibelen, som blev udgivet i 1978.

## Forfatterskab
- 1939 - Brandaris
- 1942 - Balladen en lieten
- 1942 - It liet fen de Wylde Mier
- 1943 - It griene jier
- 1945 - Nije gedichten
- 1945 - Weitsrop
- 1948 - Styl en stavering
- 1950 - De Hogerhuis-saek
- 1954 - God wol it
- 1956 - Balladen
- 1956 - Hwa? Hwat? Hwerre?
- 1963-1973 - Op 'e taelhelling
- 1968 - Yn memoriam
- 1969 - Mei fleur en faesje
- 1971 - Forkearspsalm
- 1973 - Dagen fan heil
- 1973 - Tsien psalmen
- 1978 - Frjemdfolk op Barrahiem
- 1979 - Stapstiennen
- 1981 - Fan hearren en sizzen
- 1985 - De boumaster fan de Aldehou
- 1985 - Kantekers

## Oversættelser
- 1943 - Andersen's Folksforhalen en Mearkes (Andersens folkehistorier og eventyr, af Hans Christian Andersen)
- 1949 - De Ballade fan de Raven (The Ballad of the Ravens, af Edgar Allan Poe)

## Hædersbevisninger
Han har modtaget følgende priser:
- 1957 - Gysbert Jabikspriis for Balladen
- 1986 - Piter Jellespriis for De Boumaster fan de Aldehou
- 1990 - Dr. Obe Postma-priis for sin oversættelse til nederlandsk af digte af Gysbert Japicx.

## Tamminga-Piebenga-fonden
Efter Douwe Tammingas død fandtes beviser på, at han havde som sin vilje, at der skulle oprettes en Tamminga-Piebenga-fond, hvorfra litterære initiativer kunne finansieres. Forvaltningen af Tamminga-Piebenga-fonden videreføres af Frysk Letterkundich Museum en Dokumintaasjesintrum (Fonden for det frisiske litterære museum og dokumentationscenter). Et af de mål, som pengene i fonden forvalter, bruges til er vedligeholdelsen af den bolig, Rink van der Velde efterlod ved De Feanhoop, som forfattere kan bruge til at tilbringe et par uger for at arbejde på litterært arbejde.